# Cytheropteron dromedaria
Cytheropteron dromedaria is een mosselkreeftjessoort uit de familie van de Cytheruridae. De wetenschappelijke naam van de soort is voor het eerst geldig gepubliceerd in 1866 door Sars.